# كريستيان بيريز (لاعب دارت)
كريستيان بيريز هو لاعب دارت فلبيني، ولد في 17 يناير 1982 في كورونادال في الفلبين.

## وصلات خارجية
- كريستيان بيريز على موقع DartsDatabase.co.uk (الإنجليزية)